# افشین حبیب‌زاده
افشین حبیب‌زاده سیاست‌مدار ایرانی است. او عضو اصلی دورهٔ پنجم شورای شهر تهران بود.

## زندگی
زاده شهر تهران در سال ۱۳۴۸ است . او برای شرکت در انتخابات شورای اسلامی شهر تهران در سال ۱۳۹۶ نامزد شد و به عنوان کاندیدای خانه کارگر در فهرست امید قرار گرفت و به شورای شهر تهران راه یافت.
حبیب‌زاده همچنین اولین عضو علی‌البدل دوره چهارم شورای شهر تهران بود و قرار بود با استعفای احمد مسجدجامعی عضو شورا شود، اما مسجدجامعی استعفایش را پس گرفت. حبیب‌زاده دکترا علوم سیاسی گرایش مسایل ایران و کارشناسی مهندسی مکانیک دارد و از مؤسسان و مدیران خبرگزاری کار ایران است. همچنین او از اعضای سازمان نظام مهندسی ساختمانِ تهران با رتبه ارشد است. 
کتاب مشارکت سیاسی طبقه کارگر منتشر شده توسط انتشارات کویر از نوشته های او است .دو ‌‌قطبی سیاسی با محوریت حق و خیر  از دیگر پژوهش های او در رساله دکترا است . 
حبیب زاده فعالیت سیاسی خود را از سال ۱۳۷۴ با تاسیس یک تشکل‌ سیاسی در دانشگاه آغاز نمود . سپس وارد حزب اسلامی کار و بعد خانه کارگر گردید و از سال ۱۳۷۸ به عنوان عضو جبهه اصلاحات در جلسات این جبهه به نمایندگی از سوی تشکل متبوع خود شرکت می کند. 
ریاست دانشگاه کار تهران ، مدیر عاملی شرکت انبو ساز اسکان کارگری ، ریاست کمیته عمران شورای شهر تهران ، عضویت در شورای عالی فنی شهرداری تهران از سوابق او است .